# Persistence of Time
| 전문가 평가                          | 전문가 평가 |
| 평가 점수                            | 평가 점수   |
| 출처                                 | 점수        |
| ------------------------------------ | ----------- |
| AllMusic                             | [ 1 ]       |
| The Collector's Guide to Heavy Metal | 7/10        |
| The Encyclopedia of Popular Music    | [ 3 ]       |
| (The New) Rolling Stone Album Guide  | [ 4 ]       |
| Select                               | [ 5 ]       |

《Persistence of Time》은 미국의 스래시 메탈 밴드 앤스랙스의 다섯 번째 스튜디오 음반이다. 1990년 8월 21일, 메가포스 월드와이드/아일랜드 레코드를 통해 발매되었으며 1991년 그래미 어워드 베스트 메탈 퍼포먼스 부문 후보에 올랐다.
이 음반에는 싱글 음반인 〈Got the Time〉 (조 잭슨의 커버곡)과 〈In My World〉가 수록되었다. 《Persistence of Time》은 2011년 《Worship Music》까지 보컬리스트 조이 벨라돈나가 참여한 마지막 완전한 앤스랙스 음반이었다.

## 배경
앤스랙스는 1989년 가을 마크 도슨(이전 음반을 프로듀싱한 사람, 《State of Euphoria》)과 함께 다섯 번째 음반 작업을 시작하기 위해 스튜디오로 돌아왔다. 1990년 1월 24일, 큰 구조물 화재로 인해 밴드는 10만 달러 상당의 장비와 리허설 스튜디오를 잃어버리는 등 음반 녹음이 어려웠다. 이 참사 이후 밴드는 음반 작업을 마치기 위해 그해 2월 말 다른 스튜디오로 옮겼다.
이 음반의 음색은 확실히 앤스랙스의 이전 작품의 대부분보다 더 사색적이고 성숙하다. 그들의 이전 음반에서 공통적으로 나타났던 유머와 만화책에 대한 언급을 버리고, 《Persistence of Time》의 서정적인 초점은 관용과 평화에 대한 필요이다. 《Persistence of Time》에 대한 반응은 비평가들과 팬들이 번갈아 가며 이 어두운 사운드에 팬들을 두드리며 찬사를 보내는 가운데 엇갈렸다. 이 밴드는 또한 빠른 템포와 공격성과 같은 전형적인 스래시 메탈 요소에 중점을 덜 두면서도 이전 작품에는 없었던 음악의 프로그레시브 면을 도입했다.
이 음반은 존 부시가 보컬 업무를 맡기 전 조이 벨라도나가 보컬로 참여한 마지막 스튜디오 음반이다. 벨라도나는 1992년 밴드에서 신랄하게 탈퇴하기 전 1991년 EP 《Attack of the Killer B's》에 여러 곡에 참여했다. 그는 2011년에 발매된 《Worship Music》 음반을 녹음하기 위해 2010년 6월에 밴드로 돌아왔다.

## 곡 목록
모든 곡들은 특별한 언급이 없는 한 앤스랙스에 의해 작사/작곡하였다.
| #  | 제목                      | 재생 시간 |
| -- | ------------------------- | --------- |
| 1. | 〈Time〉                  | 6:55      |
| 2. | 〈Blood〉                 | 7:13      |
| 3. | 〈Keep It in the Family〉 | 7:08      |
| 4. | 〈In My World〉           | 6:25      |
| 5. | 〈Gridlock〉              | 5:17      |

| #   | 제목                        | 작사·작곡 | 재생 시간 |
| --- | --------------------------- | --------- | --------- |
| 6.  | 〈Intro to Reality〉 (기악) |           | 3:23      |
| 7.  | 〈Belly of the Beast〉      |           | 4:47      |
| 8.  | 〈Got the Time〉            | 조 잭슨   | 2:44      |
| 9.  | 〈H8 Red〉                  |           | 5:04      |
| 10. | 〈One Man Stands〉          |           | 5:38      |
| 11. | 〈Discharge〉               |           | 4:12      |

## 인증
| 국가                       | 인증 | 판매량/출하량 |
| -------------------------- | ---- | ------------- |
| 미국 (RIAA)                | 골드 | 500,000^      |
| ^출하량을 기반으로 한 인증 |      |               |